# Kampfgeschwader 40
Das Kampfgeschwader 40 war ein Verband der Luftwaffe der Wehrmacht im Zweiten Weltkrieg. Als Kampfgeschwader, ausgestattet mit Bombern vom Typ Focke-Wulf Fw 200, Dornier Do 217, Heinkel He 111, Heinkel He 177 und der Junkers Ju 88 führte es Luftangriffe mit Bomben auf zugewiesene Ziele durch. Das Geschwader beteiligte sich an der Luftschlacht um England, der Atlantikschlacht, der Bekämpfung der Nordmeergeleitzüge, am Luftkrieg im Mittelmeerraum, dem Unternehmen Steinbock und der Abwehr der Alliierten Invasion in Frankreich. Es spezialisierte sich ab 1942 vollends auf die Schiffsbekämpfung auf hoher See und versenkte Schiffe vom Nordkap bis zum Mittelmeer. Noch vor der bedingungslosen Kapitulation der Wehrmacht wurde es am 18. April 1945 aufgelöst.

## Aufstellung
Der Stab des Kampfgeschwaders 40 entstand erstmals im Juni 1940 im vom Deutschen Reich besetzten französischen Bordeaux-Merignac (Lage). Am 22. Dezember wurde er umbenannt in Stab Kampfgeschwader 28. Die Wiederaufstellung eines neuen Stabes des Kampfgeschwaders 40 erfolgte am 1. April 1941 erneut in Bordeaux.
Die I. Gruppe bildete sich am 1. Mai 1940 und war anfangs mit der Focke-Wulf Fw 200 ausgestattet. Ab Juli 1942 erfolgte die Umrüstung auf die Heinkel He 177. Die II. Gruppe wurde am 1. Mai 1941 in Lüneburg (Lage) aufgestellt und war mit der Dornier Do 217 ausgerüstet. Die II. Gruppe des Kampfgeschwaders 40 wurde ab Juni 1943 in V. Gruppe des Kampfgeschwaders 2 umbenannt. Eine neue II. Gruppe, ausgestattet mit der Heinkel He 177, wurde im September 1943 aufgestellt. Die III. Gruppe entstand am 1. Januar 1941 aus der umbenannten I. Gruppe des Kampfgeschwaders 1 und verfügte über die Focke-Wulf Fw 200. Im September 1944 wurde sie auf die Messerschmitt Me 262 umgerüstet. Die IV. (Ergänzungs-)Gruppe gehörte ab 1. September 1941 zum Geschwader und war in Lechfeld (Lage) stationiert. Zwischen Januar 1943 und August 1943 gab es eine V. Gruppe die mit der Junkers Ju 88 C-6 flog. Die Geschwaderkennung war F8.

## Gliederung
Der Geschwaderstab führte die I. bis V. Gruppe, die wiederum in Staffeln unterteilt waren. Die 1. bis 3. Staffel gehörte der I. Gruppe, die 4. bis 6. Staffel der II. Gruppe, die 7. bis 9. Staffel der III. Gruppe, die 10. bis 12. Staffel der IV. Gruppe und die 13. bis 16. Staffel der V. Gruppe an. Jede Staffel, geführt durch einen Staffelkapitän, war in drei Schwärme mit je vier Flugzeugen unterteilt. Daraus ergab sich eine Sollstärke der Bombergruppe von 36 Flugzeugen (V. Gruppe = 48 Flugzeuge) in den drei Staffeln + ein Flugzeug für den Gruppenkommandeur. Dies ergab bei fünf Bombergruppen eine Sollstärke von 185 Flugzeugen + 4 Flugzeuge für den Geschwaderkommodore und seinen Stab. Daraus ergibt sich eine zeitweise Sollstärke von 201 Flugzeugen. Die IV. Gruppe war eine Ergänzungsgruppe und nahm in der Regel nicht an Kampfeinsätzen teil. In ihr wurden frisch ausgebildete oder rekonvaleszente Flieger eine Zeitlang an die Frontbedingungen gewöhnt und geschult, bevor sie in eine der drei Einsatzgruppen wechselten. Darum hatte sie meist ihren Standort in der Heimatbasis des jeweiligen Geschwaders.

## Geschichte

### I. Gruppe

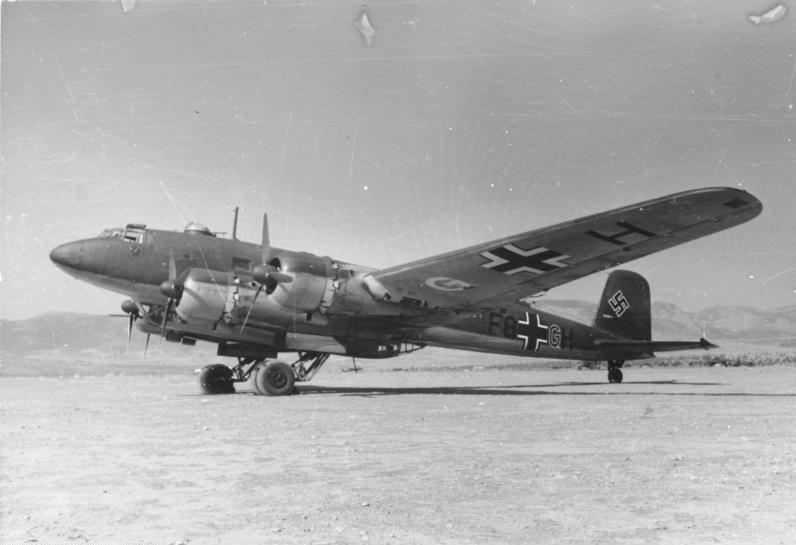
Focke-Wulf Fw 200 C-3 der 1. Staffel

Die I. Gruppe des Kampfgeschwaders 40 lag von Mai bis Anfang Juni 1940 in Kopenhagen (Lage). Von dort aus unternahm sie, mit ihren Focke-Wulf Fw 200C-0, weitreichende Aufklärungsflüge entlang der norwegischen Küste. Dabei gelang es am 9. Juni 1940 einer Fw 200 die Vandyck (13.241 BRT) zu versenken. Mitte Juni 1940 verlegte sie nach Bordeaux-Merignac. Dort unterstand sie während der Luftschlacht um England der 9. Fliegerdivision der Luftflotte 2. Mit ihren viermotorigen Focke-Wulf Fw 200 flog sie Aufklärungsflüge im Bereich des Atlantiks westlich der britischen Inseln. Dabei klärte sie Nordatlantikkonvois auf und meldete sie der Kriegsmarine. Schiffe wurden auch direkt angegriffen. Dabei versenkte eine Focke-Wulf Fw 200 der 1. Staffel am 25. August 1940 den britischen Frachter Goathland (Lage) und am 30. Oktober den griechischen Frachter Victoria. Am 8. und am 26. Oktober beschädigten Flugzeuge der I. Gruppe die beiden großen Passagierschiffe Oronsay und Empress of Britain. Am 9. September fiel der Geschwaderkommodore Oberstleutnant Hans Geisse als seine Heinkel He 111H-5 (Geschwaderkennung 1T+HH), schwer beschädigt durch britische Flugabwehrgeschosse, in den Ärmelkanal stürzte. Auch im November 1940 setzte die I. Gruppe ihre Einsätze, auf den westlichen Zufahrtswegen nach Großbritannien, fort. So beschädigte sie am 3. November das britische Passagierschiff Windsor Castle durch Bombentreffer schwer und versenkte am 6. November die britische Nalon (Lage). Am 8. November beschädigte sie die schwedische Vingaland aus dem Geleitzug HX 84. Am 9. November beschädigten die Focke-Wulf Fw 200 den Passagierdampfer Empress of Japan und am 11. November die britische Balmore. Am 13. November wurde die Empire Wind (Lage) versenkt, am 14. November der Einzelfahrer Fishpool und am 18. November die britische Biela beschädigt. Aus dem Geleitzug SL 53 versenkten sie am 15. November die britische Apapa (Lage) und am 18. November die britische Nestlea (Lage). Am 3. Dezember wurde der Frachter W Hendryk (Lage) versenkt, der hinter den Geleitzug HX 90 zurückgefallen war.

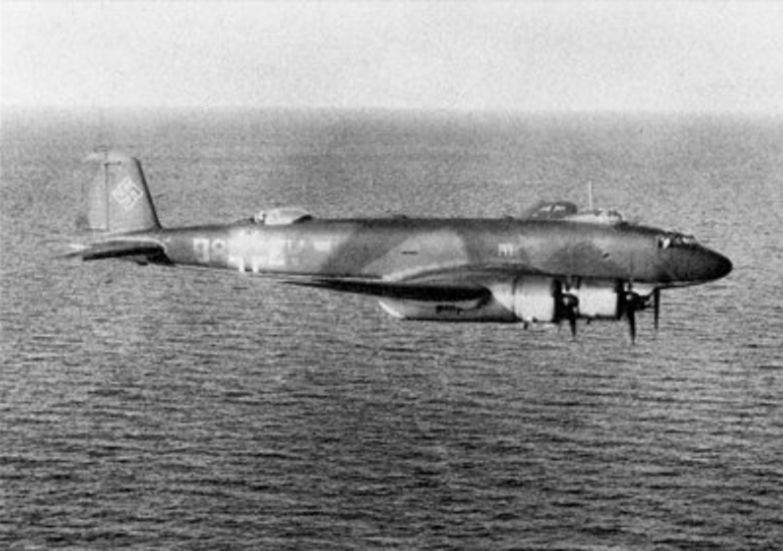
Focke-Wulf Fw 200C der I. Gruppe

Der Staffelkapitän der 1. Staffel, Hauptmann Edmund Daser sichtete am 31. Januar 1941 den Geleitzug SL 62 und bombardierte den Frachter Rowanbank (Lage), der anschließend sank.
Am 9. Februar griffen fünf Fw 200 der I./KG 40 im Zusammenwirken mit der Admiral Hipper und U 37 den britischen Geleitzug HG 53 an. Der Geleitzug, der ungefähr 280 Kilometer westlich von Bordeaux entfernt in spanischen Gewässern aufgespürt wurde, verlor fünf Schiffe (Britannic (Lage), Dagmar I (Lage), Jura (Lage), Tejo (Lage), Varna (Lage)) durch Luftangriffe. Am 19. Februar gelang es erneut einer Fw 200 der I. Gruppe einen Geleitzug zu finden und anzugreifen. Der Geleitzug OB 287 verlor südlich der Färöer, durch Bombenangriffe, die beiden Tanker Gracia (Lage) und Housatonic (Lage). Weitere vier Schiffe wurden beschädigt. Später am 26. Februar 1941 griffen sechs Fw 200 der I./KG 40 vor der Westküste Irlands den Geleitzug OB 290 an und versenkten mit Bomben die Amstelland (Lage), Beursplein (Lage), Kyriakoula (Lage), Llanwern (Lage), Mahanada (Lage), Solferino (Lage) und Swinburne (Lage) mit 36.250 BRT. Im März 1941 erfassten die Fw 200 einen Outbound-Geleitzug und versenkten aus OB 292 den niederländischen Frachter Simaloer (Lage), sowie am 25. März die Einzelfahrer Beaverbrae (Lage) und Empire Mermaid (Lage). Im Mai 1941 sichteten Fw 200 der I./KG 40 mehrere Konvois und versenkten daraus die Somerset, (Lage) die Karlander (Lage) und die Statesman (Lage). Am 9. Juni wurden nordwestlich von Färöer der britische Fischfrachter Diana (Lage) und der von Baltimore nach Petsamo laufende finnische Frachter Fenix (Lage) aufgespürt und mit Bomben versenkt. Dabei starb jeweils ein Mitglied der Schiffsbesatzung. Ab Sommer 1941 war die neue Fw 200C-3 im Zulauf. Die Zelle dieser Ausführung war erheblich verstärkt worden. Die Motoren – jetzt vom Typ Bramo 323R-2 Fafnir – hatten eine Startleistung von 1000 PS (1100 PS kurzfristig möglich) die eine Höchstgeschwindigkeit von 406 km/h ermöglichten. Die Besatzung bestand aus sechs Personen. Die Bombenlast umfasste jetzt maximal eine 500-kg-Bombe, zwei 250-kg-Bomben und zwölf 50-kg-Bomben. Zwei weitere MG 15 waren eingebaut. Die normale Startmasse war auf 20.970 kg gestiegen. Am 18. Juli kehrte die Besatzung des Gruppenkommandeurs der I. Gruppe, Hauptmann Fritz Fliegel von einem Aufklärungsflug über dem Nordatlantik nordöstlich von Irland nicht zurück. Fliegel, der deutscher Meister im Bahnradsport war und seine Besatzung wurden mit ihrer Fw 200 C-3/U2 (Geschwaderkennung F8+AB) von einer Schiffs-Flak abgeschossen und blieben vermisst. Posthum erfolgte seine Beförderung zum Major.

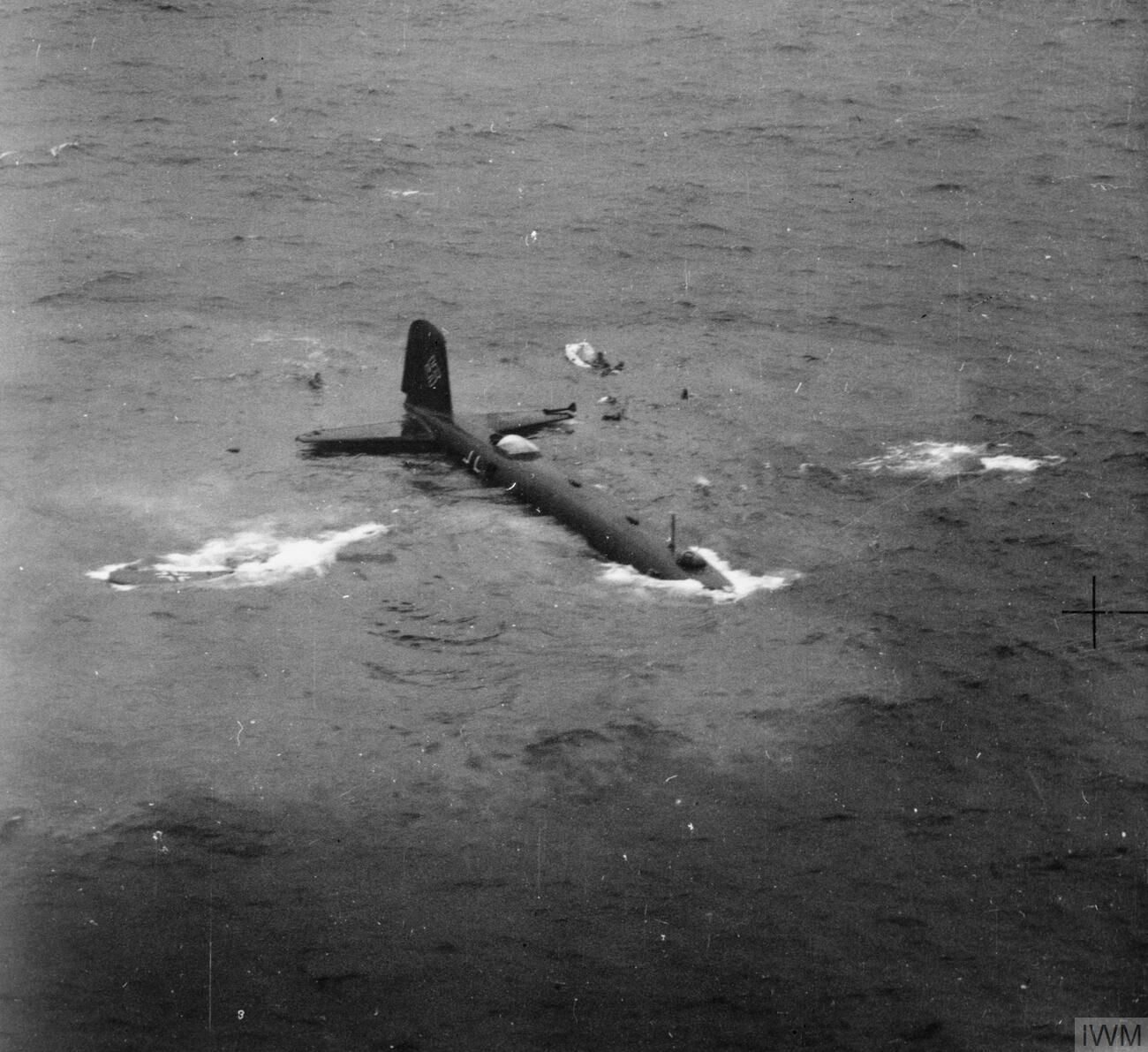
Westlich von Irland über dem Atlantik abgeschossene Focke-Wulf Fw 200 des Geschwaders

Ab März 1942 verlegte die gesamte I./KG 40 nach Trondheim in Norwegen (Lage). Im Rahmen des Fliegerführers Nord (West) der Luftflotte 5 flog sie Aufklärung über der Nordsee und dem Nordmeer und sollte Nordmeergeleitzüge aufspüren. Im Oktober erhielt die I. Gruppe ihre ersten Heinkel He 177A-1, die von nun an parallel zur Fw 200C eingesetzt wurden.
Unabhängig davon gelang es mehreren Focke-Wulf Fw 200, am 13. September 1943, 250 Seemeilen südwestlich von Kap Finisterre den britischen Frachter Fort Barbine (Lage) zu versenken. Im Oktober 1943 gelangten die ersten Heinkel He 177 in der Ausführung A-3 zur I. Gruppe. Dieser Bomber, mit seinen zwei flüssiggekühlten Doppel-V12-Kolbenmotoren Daimler-Benz DB 610 mit je 2950 PS Startleistung erreichte eine Höchstgeschwindigkeit von 488 km/h und eine Bombenlast von bis zu 7300 kg. Weiterhin erhielt sie von der Fw 200 die Ausführung A-8, um die Gleitbombe Henschel Hs 293 einsetzen zu können.
Später, am 10. Februar 1944, versenkten sie, vor der isländischen Ostküste bei Seidisfjord, den vor Anker liegenden Tanker El Grillo (Lage). Am 30. März griff die 3. Staffel den Geleitzug JW 58 an. Dabei schossen alliierte Grumman F4F Jagdflugzeuge der Geleitträger drei Focke-Wulf Fw 200 ab. Ab Oktober 1944 war sie auf süddeutschen Plätzen stationiert, wo sie in Neuburg (Lage) am 2. Februar 1945 aufgelöst wurde.

### II. Gruppe
Die II. Gruppe verlegte ab Sommer 1941 ebenfalls in den Bereich der Luftflotte 3 nach Westen. Hier lag sie von Juli bis September in Cognac (Lage) und danach bis März 1943 im niederländischen Soesterberg (Lage). Sie flog Anfang 1942 überwiegend mit der Dornier Do 217E-2, deren zwei 14-Zylinder-Doppelsternmotoren BMW 801L
je 1560 PS Startleistung erbrachten und eine Höchstgeschwindigkeit von 515 km/h ermöglichten. Von ihren Basen aus flog sie Angriffe gegen Schiffe in der Nordsee und Ärmelkanal oder auf das britische Festland. Dabei fiel am 25. Juni 1942 der Gruppenkommandeur, Hauptmann Waldemar Hörner zu Drewer bei einem Luftangriff auf Birmingham. Während des Rückfluges attackierte eine Mosquito der 151 Squadron die Dornier Do 217E-4 (Geschwaderkennung F8+AC) über der Nordsee und schoss sie ab. Zwischen November 1941 und April 1943 schulte immer eine Staffel der II. Gruppe, im italienischen Grossetto (Lage), auf Lufttorpedo um. Im Juni 1943 wurde sie in V./KG 2 umbenannt. Ab Oktober war die neu aufgestellte II./KG 40, ausgestattet mit der Heinkel He 177, wieder der Luftflotte 3 unterstellt. In dieser Zeit erfolgte auch die Einführung der Henschel Hs 293, einer Bombe die nach dem Abwurf noch gelenkt werden konnte. Mit dieser Bombe flogen am 21. November 25 He 177 der II. Gruppe in Richtung des vereinigten Geleitzuges MKS 30/SL 139 im Mittelatlantik. Nach einem Anflug von über 1400 km erreichten 20 Bomber den Geleitzug, 3 wurden abgeschossen und 2 mussten vorzeitig abdrehen. Insgesamt warfen sie 40 Hs 293 Gleitbomben auf die Formation von 66 Frachtschiffen und weiteren Geleitfahrzeugen. Dabei wurden der britische Frachter Marsa (4405 BRT) versenkt und die Delius (6055 BRT) beschädigt.
Am 26. November griffen mehrere Heinkel He 177 der II. Gruppe, im Mittelmeer vor der algerischen Küste, den Geleitzug KMF 26 an. Dabei traf eine Gleitbombe den Truppentransporter Rohna (Lage) an der Steuerbordseite im hinteren Bereich des Maschinenraums. Das Schiff sank innerhalb einer Stunde und mit ihm ungefähr 1138 Menschen, davon 1015 US-Soldaten. Acht der angreifenden Heinkel He 177 wurden abgeschossen, darunter die des Gruppenkommandeurs Major Rudolf Mons, der mit einer Heinkel He 177A-3 (Geschwaderkennung F8+DM) flog. Beim Luftangriff auf den alliierten Geleitzug KMS 41 wurde der Gruppenkommandeur, Major Walter Rieder, mit seiner Heinkel He 177A-3, von Martlets der 881 Squadron attackiert und abgeschossen.
Nach der alliierten Invasion in der Normandie verlegte die II./KG 40 im Juli 1944 nach Oslo-Gardermoen (Lage) in den Bereich der Luftflotte 5. Ab Oktober 1944 war sie auf deutschen Basen stationiert, zuletzt in Parchim (Lage) wo sie sie auf die Messerschmitt Me 262 umgeschult werden sollte. Bis zur Auflösung am 2. Februar 1945 kam es zu keinem Einsatz mehr.

### III. Gruppe

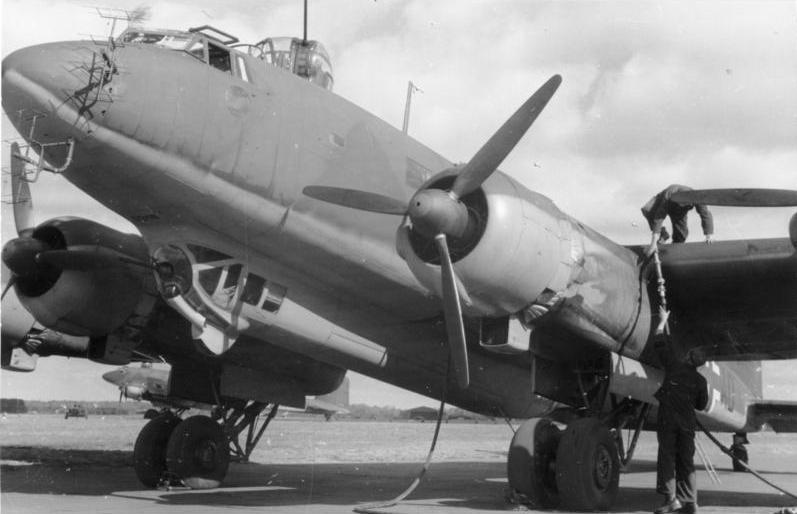
Fw 200 mit Radarantenne des FuG 200

Ab Januar 1941 stand die III./KG 40 unter dem Kommando des Fliegerführers Atlantik (Martin Harlinghausen) der Luftflotte 3. Anfangs noch mit der Heinkel He 111, ab Dezember 1941 mit der Focke-Wulf Fw 200, bekämpfte sie Seeziele durch Bomben, Minen oder Torpedos. Zur Ortung der Schiffe auf hoher See waren in den Flugzeugnasen FuG 200 „Hohentwiel“ eingebaut, mit denen es möglich war, Schiffe in bis zu 120 km Entfernung festzustellen. Längere Zeit lag die III. Gruppe in Cognac, nutzte aber Anfang 1944 auch kurz mit Teilen Avord (Lage) und bis Juli 1944 (7. Staffel) auch Saint Jean d'Angély-Fontenet. Die 9. Staffel/KG 40 griff im Januar 1943 kurzzeitig von Sizilien aus in die Kämpfe in Tunesien ein. Auch in dieser Gruppe wurde die Henschel Hs 293 eingeführt, eine Bombe, die nach dem Abwurf noch gelenkt werden konnte. Dabei gelang es mehreren Focke-Wulf Fw 200 am 23. Juni 1943 im Nordatlantik die britischen Frachter Shetland und Volturno zu versenken. Am 11. Juli 1943 sichteten mehrere Focke-Wulf Fw 200 der III. Gruppe im Nordatlantik einen Konvoi mit mehreren großen Truppentransportern. Trotz starker Flak-Abwehr griffen sie ihn an und trafen die California (Lage) und Duchess of York, die daraufhin in Brand gerieten und aufgegeben werden mussten.
Nach der alliierten Invasion in der Normandie verlegte sie über Trondheim nach Lübeck-Blankensee (Lage). Dort sollten alle Staffeln bis auf eine auf die Messerschmitt Me 262 umgerüstet werden, was aber bis zur Auflösung am 2. Februar 1945 nicht mehr umgesetzt wurde.

### V. Gruppe
Die im Januar 1943 in Frankreich auf dem Fliegerhorst Kerlin-Bastard aufgestellte V. Gruppe verfügte über die 13. bis 16. Staffel und war mit der Junkers Ju 88C-6 ausgerüstet. Diese Variante war als Nachtjäger konzipiert und verfügte über zwei Junkers-V12-Motoren Jumo 211 J mit je 1.420 PS Startleistung, die eine Höchstgeschwindigkeit von 500 km/h ermöglichte. Die Bewaffnung als Nachtjäger bestand aus zwei 20-mm-Kanonen MG 151/20 im hinteren Lastenraum, ~75° nach vorne oben feuernd als „Schräge Musik“ und zwei bewegliche MG 81 oder ein MG 131 zur Verteidigung nach hinten oben feuernd. Mit diesen Maschinen verfolgte die V. Gruppe das Konzept der Fernnachtjagd, das heißt sie attackierte britische Bomber auf dem Rückflug von ihren nächtlichen Einsätzen bis hin zu ihren englischen Basen.
Am 1. Juni befanden sich acht Ju 88C-6 der V. Gruppe in der Biskaya, als sie auf ein ziviles Passagierflugzeug vom Typ DC-3 von der Fluggesellschaft KLM trafen. Der Passagierflug BOAC Flight 777 von Lissabon nach London hatte 13 Passagiere an Bord, darunter den englischen Schauspieler Leslie Howard und den aus Deutschland vertriebenen Unternehmer Wilfrid Israel und 4 Besatzungsmitglieder. Leutnant Albrecht Bellstedt von der 14. Staffel, schoss die Maschine ab, wobei alle Insassen starben. Bis heute sind die Umstände des Abschusses nicht restlos aufgeklärt und es existieren verschiedene Theorien, aus welchem Grund die Zivilmaschine abgeschossen wurde. So gibt es das Gerücht, dass der deutsche Geheimdienst angenommen hatte, dass sich Winston Churchill in der Maschine befände. Laut dem Führer des Verbands, Herbert Hinze, befanden sich seine Ju 88C-6 auf einem U-Boot-Sucheinsatz, als sie auf die DC-3 trafen und angriffen. Als sie das zivile Kennzeichen des Flugzeugs erkannten und das Feuer einstellten, war es bereits zu spät.
Im Juli 1943 führte die V. Gruppe 46 Ju 88C-6 in ihren Reihen, bevor sie im Oktober in I. Gruppe des Zerstörergeschwaders 1 umbenannt wurde und aus dem Geschwaderverband ausschied.

## Kommandeure

### Geschwaderkommodore
| Dienstgrad     | Name              | Zeit                                  |
| -------------- | ----------------- | ------------------------------------- |
| Oberstleutnant | Hans Geisse       | Juni 1940 bis 7. September 1940       |
| Major          | Edgar Petersen    | 1. März 1941 bis August 1941          |
| Oberstleutnant | Georg Pasewaldt   | 1. Oktober 1941 bis 30. Dezember 1941 |
| Oberst         | Karl Mehnert      | Januar 1942 bis Juli 1942             |
| Oberstleutnant | Martin Vetter     | Juli 1942 bis 1. September 1943       |
| Oberst         | Rupprecht Heyn    | 2. September 1943 bis November 1944   |
| Oberst         | Hanns Horst Heise | 12. April 1944 bis Februar 1945       |

### Gruppenkommandeure
I. Gruppe
- Major Edgar Petersen, 26. April 1940 bis Dezember 1940[40]
- Hauptmann Fritz Fliegel, 25. März 1941 bis 18. Juli 1941 †[41]
- Hauptmann Edmund Daser, 19. Juli 1941 bis Juni 1942[42]
- Major Karl Henkelmann, Juni 1942 bis 1944[43]
- Hauptmann Siegfried Freiherr von Cramm, 1944 bis Oktober 1944[44]

II. Gruppe
- Hauptmann Wendt Freiherr von Schlippenbach, 15. April 1941 bis 7. April 1942 †[45]
- Hauptmann Waldemar Hörner zu Drewer, 8. April 1942 bis 25. Juni 1942 †[46]
- Hauptmann Martin Kästner, 28. Juni 1942 bis 16. Juni 1943[47]
- Hauptmann Friedrich-Wilhelm Methner, 17. Juni 1943 bis 20. Juni 1943[48]
- Major Rudolf Mons, September 1943 bis 26. November 1943 †[49]
- Major Walter Rieder, Dezember 1943 bis 12. Februar 1944 †[50]

III. Gruppe
- Major Walther Herbold, April 1941 bis 15. Juli 1941[51]
- Hauptmann Robert Kowalewski, 16. Juli 1941 bis September 1943[52]
- Major Lambert Konschegg, 12. Januar 1944 bis 17. Dezember 1945[53]

IV. Gruppe
- Oberstleutnant Edmund Daser, 15. April 1941 bis 31. August 1941[54]
- Hauptmann Roman Dawczynski, 1. September 1941 bis 1943[55]
- Hauptmann Albrecht Kuntze, 1943 bis 5. Juli 1943[56]
- Hauptmann Siegfried Freiherr von Cramm, 6. November 1944 bis 22. Januar 1945[57]

V. Gruppe
- Hauptmann Gert Korthals, 1. Juli 1942 bis 3. November 1942 †[58]
- Hauptmann Helmut Dargel, 12. November 1942 bis 30. Dezember 1942 †[59]
- Major Alfred Hemm, 1. Januar 1943 bis 10. Oktober 1943[60]
- Hauptmann Horst Grahl, 10. Oktober 1943 bis 5. August 1944[61]

## Auszeichnungen
Bekannte Träger des Ritterkreuz des Eisernen Kreuzes oder höherer Stufen des Kampfgeschwaders 40.
| Name                | Dienstgrad   | Einheit    | Ritterkreuz   |
| ------------------- | ------------ | ---------- | ------------- |
| Buchholz, Hans      | Oberleutnant | 1./KG 40   | 24. März 1941 |
| Daser, Edmund       | Hauptmann    | 1./KG 40   | 21. Feb. 1941 |
| Fliegel, Fritz      | Hauptmann    | I./KG 40   | 25. März 1941 |
| Jope, Bernhard      | Oberleutnant | 2./KG 40   | 30. Dez. 1940 |
| Konschegg, Lambert  | Major        | III./KG 40 | 28. Feb. 1945 |
| Mayr, Rudolf        | Oberleutnant | 9./KG 40   | 18. Mai 1943  |
| Petersen, Edgar     | Major        | II./KG 40  | 21. Okt. 1940 |
| Schlosser, Heinrich | Oberleutnant | 10./KG 40  | 18. Sep. 1941 |

## Bekannte Geschwaderangehörige
- Fritz Fliegel (1907–1941), war 1929 deutscher Amateurmeister im Radsprint
- Bruno Gumpert (1907–1960), österreichischer Segelflugpionier und Flugzeugkonstrukteur
- Hanns Horst Heise (1913–1992), war von 1962 bis 1968 als Inspizient für Flugsicherheit im Luftwaffenamt Köln-Wahn und ab Oktober 1968 als Brigadegeneral der Luftwaffe der Bundeswehr, Kommandeur des Deutschen Luftwaffenkommandos USA/Kanada
- Lambert Konschegg (1912–1977), war von 1945 bis 1962 ÖVP-Abgeordneter im Nationalrat, Vorstandsvorsitzender der Fluggesellschaft Austrian Airlines (AUA) und Präsident des Weltverbandes der Fluggesellschaften IATA
- Rudolf Mayr (1910–1991), war Mitglied der Deutschen Antarktischen Expedition 1938/39 und war 1960 zusammen mit Werner Utter der erste Lufthansa-Flugkapitän der eine Lizenz für die Boeing 707 erwarb